# Anarete lacteipennis
Anarete lacteipennis är en tvåvingeart som beskrevs av Jean-Jacques Kieffer 1906. Anarete lacteipennis ingår i släktet Anarete och familjen gallmyggor.
Artens utbredningsområde är Minnesota. Inga underarter finns listade i Catalogue of Life.